# Matanao
Matanao  es un municipio filipino de segunda categoría, situado en la parte sudeste de la isla de Mindanao. Forma parte de  la provincia de Dávao del Sur situada en la Región Administrativa de Dávao (en cebuano Rehiyon sa Davao), también denominada Región XI. Para las elecciones está encuadrado en el Primer Distrito Electoral.

## Geografía
El municipio Matanao se encuentra a 15 km al suroeste de la ciudad de Digos, capital de la  provincia.
El límite con el municipio de Bansalán se inicia al norte entre los límites de los  barrios de  Tinongtong̃an y Kibao, desde allí directamente hacia el sur hasta el kilómetro 72, de la carretera Nacional Dávao-Cotabato, y desde allí al barrio de Nueva Katipunan, tocando el Municipio de Padada.

### Barrios
El municipio se divide, a los efectos administrativos, en 33 barangayes o barrios, conforme a la siguiente relación:
| Brrio              | PSG-Code  | Urbanización | Población |
| ------------------ | --------- | ------------ | --------- |
| Asbang             | 112410001 | rural        | 1,204     |
| Asinán             | 112410002 | rural        | 634       |
| Bagumbayan         | 112410003 | rural        | 507       |
| Bangkal            | 112410004 | rural        | 3,065     |
| Buas               | 112410005 | rural        | 764       |
| Buri               | 112410006 | rural        | 2,155     |
| Camanchiles        | 112410007 | rural        | 1,450     |
| Ceboza             | 112410008 | rural        | 550       |
| Colonsabak         | 112410009 | rural        | 1,400     |
| Dongan-Pekong      | 112410010 | rural        | 1,688     |
| Kabasagán          | 112410012 | rural        | 2,015     |
| Kapok              | 112410013 | rural        | 995       |
| Kaúswagan          | 112410014 | rural        | 1,470     |
| Kibao              | 112410015 | rural        | 626       |
| La Suerte          | 112410016 | rural        | 1,446     |
| Lang̃aan            | 112410017 | rural        | 615       |
| Marber de Abajo    | 112410019 | rural        | 1,065     |
| Cabligán de Managa | 112410021 | rural        | 1,350     |
| Manga              | 112410022 | rural        | 3,360     |
| Nuevo Katipunán    | 112410023 | rural        | 1,959     |
| Nueva Murcia       | 112410024 | rural        | 1,287     |
| Nuevas Visayas     | 112410025 | rural        | 1,938     |
| Población          | 112410026 | urbano       | 4,880     |
| Savoy              | 112410027 | rural        | 1,601     |
| San José           | 112410028 | rural        | 1,061     |
| San Miguel         | 112410029 | rural        | 555       |
| San Vicente        | 112410030 | rural        | 635       |
| Saub               | 112410031 | rural        | 432       |
| Sinaragán          | 112410032 | rural        | 1,756     |
| Sinawilan          | 112410033 | rural        | 3,906     |
| Tamlangón          | 112410034 | rural        | 788       |
| Towak              | 112410035 | rural        | 1,952     |
| Tibóngbong         | 112410036 | rural        | 697       |

## Historia
El actual territorio de la provincia de Dávao del Sur  fue parte de la provincia de Caraga durante la mayor parte del Imperio español en Asia y Oceanía (1520-1898).
A principios del siglo XX la isla de Mindanao se hallaba dividida en siete distritos o provincias.
El Distrito 4º de Dávao, llamado hasta 1858  provincia de Nueva Guipúzcoa, tenía por capital el pueblo de Dávao e incluía la  Comandancia de Mati.
Durante la ocupación estadounidense de Filipinas el término de  Matanao formaba parte de Bansalán, uno de los  15 municipios y distritos municipales que  formaban la provincia de Dávao.
En 1920, Buas era un barrio de Santa Cruz habitado por la etnia  Bilaán siendo su jefe Datu Edu Gambán.
En 1927 se establecieron inmigrantes de  Visayas liderados por  Rosendo Javelona.
Este nuevo municipio fue creado el 22 de junio de  1957 a expensas de Bansalán. Lo forman los barrios de Kibao, San Vicente, Kibuaya, Managa km. 67, Sinawilan, Nuevas Visayas, Sacub, Malabang de Arriba, Temongbong, Sinaragan, Maliit Digos, Kapok, Tamlangon, Manga, Buas, Nueva Katipunan, Da-Anama, Kauswagan de Abajo, Kagaulas, Kabasagan, Tuwak, Mal, Latian, Lanturi, Dongang-Pekong, La Unión, Kauswagan y Paitán.
En 1967, la provincia de Dávao se divide en tres provincias: Dávao del Norte, Dávao del Sur y Dávao Oriental.

### Etimología
Matin-aw significa un lugar o algo que ver o presenciar en una posición ventajosa.
Deriva de las cristalinas aguas de arroyos y ríos, abundantes en su término.